# Oleg Šalaev
Oleg Arkad'evič Šalaev (in russo Олег Аркадьевич Шалаев?; San Pietroburgo, 6 febbraio 1992) è un calciatore russo, centrocampista della Dinamo Brjansk.